# Ćele Kula

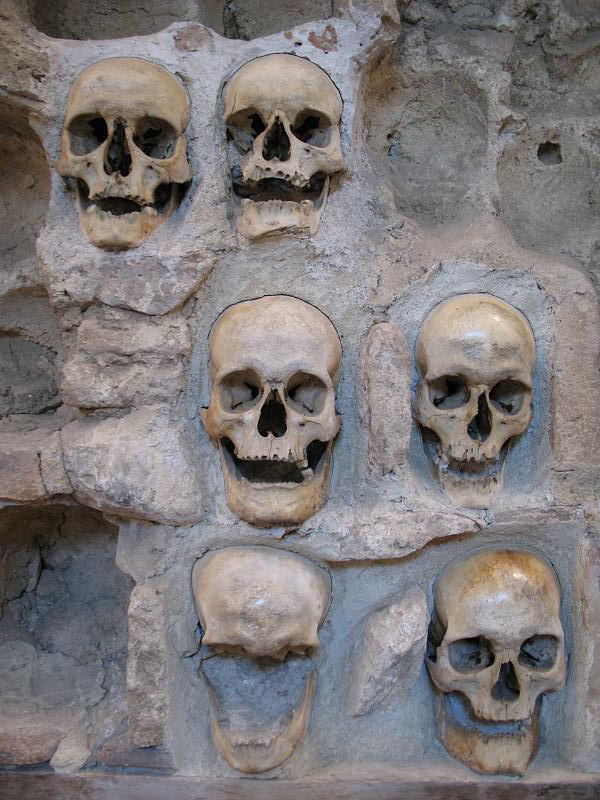
Una pared restante.

La Torre de las Calaveras (en serbio: Ћеле Кула; Ćele kula) es una estructura de piedra incrustada con cráneos humanos ubicados en Niš, Serbia. Fue construido después de la Batalla de Čegar de mayo de 1809, durante el Primer Levantamiento Serbio. Los rebeldes serbios bajo el mando de Stevan Sinđelić fueron atacados por los otomanos en la colina Čegar, cerca de Niš. Sabiendo que él y sus combatientes serían empalados si eran capturados, Sinđelić detonó una polvorín dentro del atrincheramiento rebelde, matándose a sí mismo, a sus compañeros rebeldes y a los soldados otomanos que se acercaban. El visir Hurshid Pasha ordenó que se construyera una torre con los cráneos de los rebeldes caídos. La torre tiene 4,5 metros de alto y originalmente contenía 952 calaveras incrustadas en cuatro lados en 14 filas.
Tras la retirada otomana de Niš en 1878, la torre se cubrió con un techo, y en 1892 se construyó una capilla a su alrededor. En 1937, la capilla fue renovada. Al año siguiente se agregó un busto de Sinđelić. En 1948, la Torre de las Calaveras y la capilla que lo rodeaban fueron declarados Monumentos Culturales de Importancia Excepcional y quedaron bajo la protección de la República Socialista de Serbia. La renovación adicional de la capilla volvió a ocurrir en 1989. A partir de 2013, 58 cráneos permanecen en la torre. El que se dice que pertenece a Sinđelić está encerrado en un recipiente de vidrio. Visto como un símbolo de independencia por los serbios, la torre se menciona en los escritos del poeta romántico francés Alphonse de Lamartine y del escritor de viajes inglés Alexander William Kinglake. En los dos siglos transcurridos desde su construcción, se ha convertido en una atracción turística popular, visitada por entre 30 000 y 50 000 personas al año.

## Historia

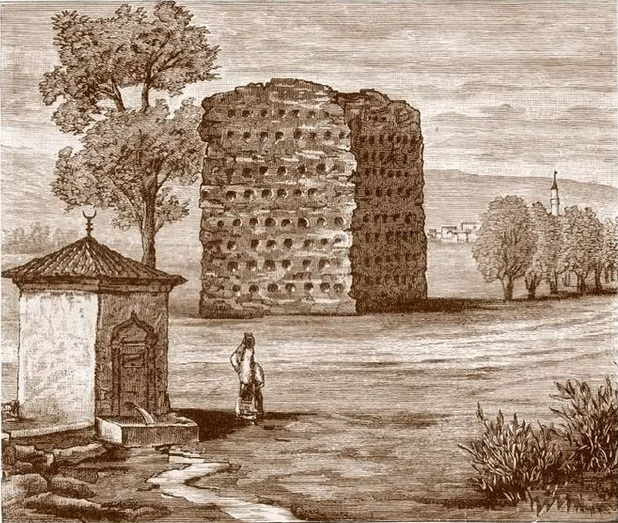
Ilustración de la torre en 1863.

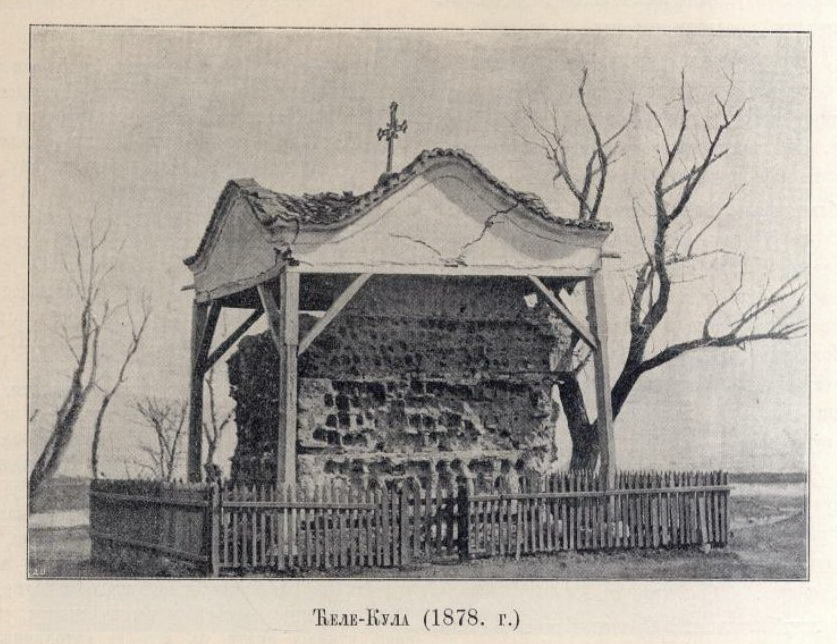
Ćele Kula en 1878.

Era conocido que el Imperio otomano creaba estructuras de torres a partir de los cráneos de los combatientes rebeldes para provocar el terror entre sus oponentes. El Primer Levantamiento Serbio contra el gobierno otomano estalló en febrero de 1804, con Đorđe Petrović (Karađorđe) como su líder. El 19 de mayo de 1809, tres mil rebeldes serbios bajo el mando de Stevan Sinđelić fueron atacados por los otomanos en la colina de Čegar, en Niš. Los rebeldes estaban plagados de falta de coordinación, en gran parte debido a la rivalidad entre los comandantes Milivoje Petrović y Petar Dobrnjac. Como resultado, los combatientes de Sinđelić no recibieron apoyo de los otros destacamentos rebeldes. Los otomanos, numéricamente superiores, perdieron miles de soldados en varios ataques fallidos contra los rebeldes, pero finalmente abrumaron las líneas serbias. Sabiendo que él y sus hombres serían empalados si los capturaban, Sinđelić disparó contra la pólvora de su atrincheramiento, provocando una explosión masiva. La explosión resultante lo mató a él y a todos los demás a su alrededor.

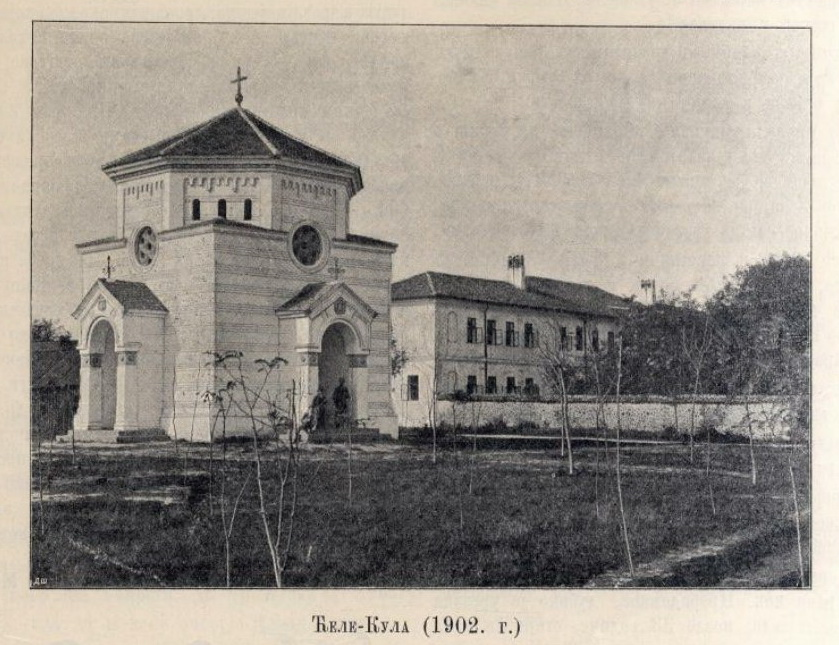
La capilla que contiene la torre en 1902.

Después de la batalla, el visir de Niš, Hurshid Pasha, ordenó que los jefes de Sinđelić y sus hombres fueran desollados, rellenados y enviados al Sultán otomano Mahmud II. Luego, los cráneos fueron devueltos a Niš, donde los otomanos construyeron la torre de las calaveras como una advertencia para cualquier posible rebelión futura. La estructura era de 4,5 metros de altura. Originalmente consistía en 952 calaveras incrustadas en cuatro lados en 14 filas. Los lugareños lo llamaron Ćele kula, del turco Kelle kulesi, que significa «torre de calaveras». En los años posteriores a su construcción, muchos cráneos se cayeron de las paredes de la torre, algunos fueron llevados a su entierro por familiares que pensaban que podían identificar los cráneos de sus familiares fallecidos, y otros fueron capturados por cazadores de recuerdos. Midhat Pasha, el último gobernador otomano de Niš, ordenó que se retiraran los cráneos restantes de la torre a principios de la década de 1860. Se dio cuenta de que la estructura ya no servía como un medio eficaz para desalentar a los posibles rebeldes y solo fomentaba el resentimiento contra los otomanos, recordando a los habitantes locales la crueldad pasada del imperio.
Después de que los otomanos se retiraron de Niš en 1878, el Real Ejército Serbio comenzó a recorrer la ciudad y sus alrededores en busca de los cráneos desaparecidos. Algunos fueron encontrados enterrados; uno fue encontrado incrustado en lo profundo de las paredes de la torre y enviado al Museo Nacional en Belgrado. Esto fue seguido por la construcción de un techo baldaquino, que fue rematado con una cruz. Los cimientos de la capilla, diseñados por el arquitecto Dimitrije T. Leko, fueron consagrados en 1894. Una placa dedicada cerca de la capilla en 1904 dice: "A los primeros libertadores serbios después de Kosovo". La capilla fue renovada en 1937 y el año siguiente se agregó un busto de Sinđelić. En 1948, la torre de las calaveras y la capilla que lo rodeaban fueron declarados Monumentos Culturales de Importancia Excepcional y quedaron bajo la protección de la República Socialista de Serbia. La renovación de la capilla volvió a ocurrir en 1989. A 2014, 58 calaveras permanecían incrustadas en las paredes de la torre. El cráneo que se dice que pertenece a Sinđelić descansa en un recipiente de vidrio.

## Legado

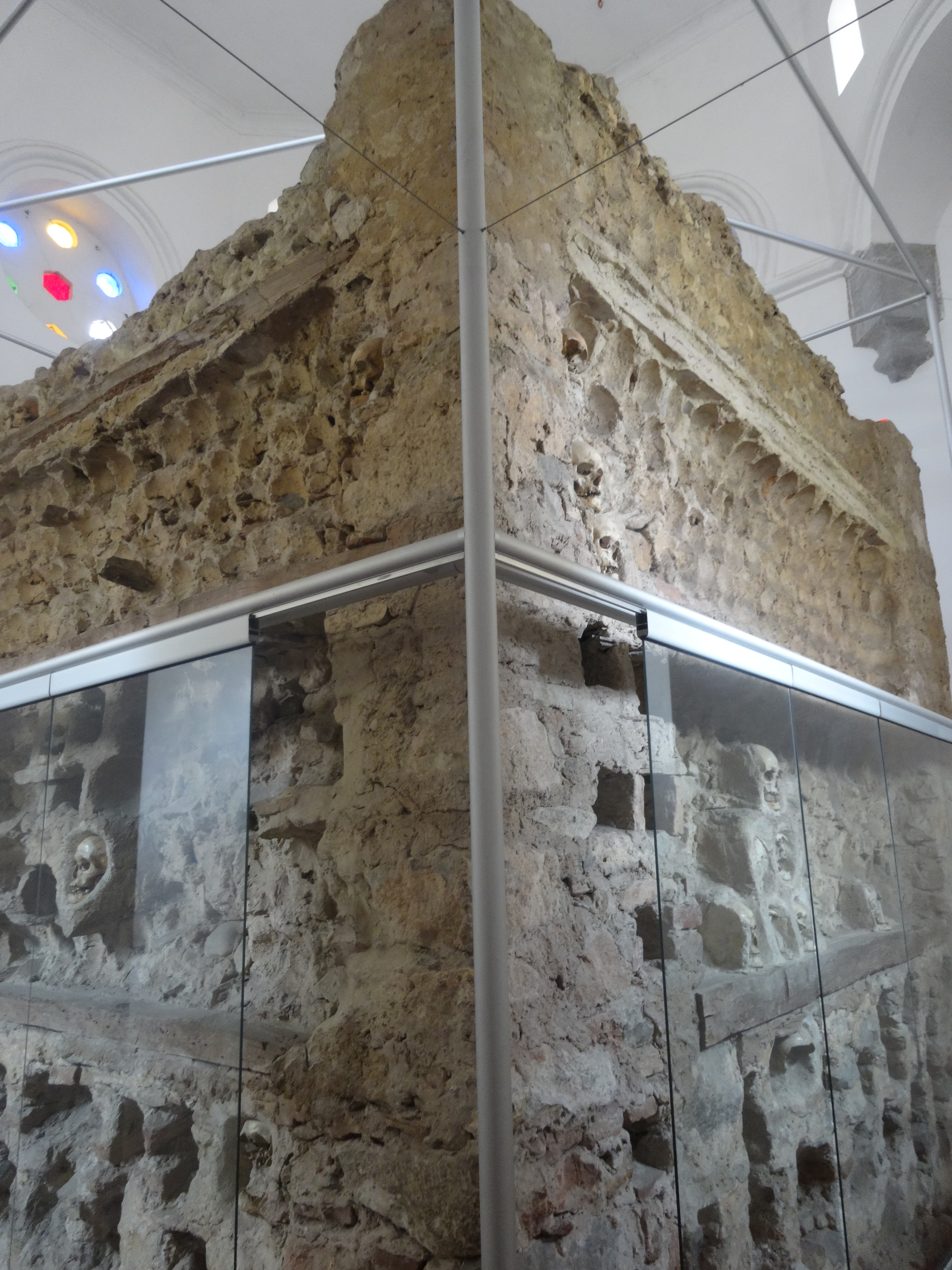
El muro tal y como se conserva en la actualidad en Niš.

En los siglos posteriores a su construcción, la Torre de las calaveras se ha convertido en un lugar de peregrinación serbia. En Serbia, y entre los serbios dentro y fuera del país, se considera un símbolo de la lucha del país por la independencia del Imperio otomano. La Torre de las calaveras es uno de los lugares más visitados de Serbia, con entre 30 000 y 50 000 visitantes al año. A principios de la década de 1830, el poeta romántico francés Alphonse de Lamartine escribió sobre la torre al visitar Niš, que en ese momento todavía formaba parte del Imperio otomano, diciendo:

Vi una gran torre que se alzaba en medio de la llanura, tan blanca como el mármol de Paros... Al levantar mis ojos hacia el monumento, descubrí que las paredes, que se suponía estaban construidas de mármol o piedra blanca, estaban compuestas de filas de cráneos humanos; estos cráneos blanqueados por la lluvia y el sol, y cementados por un poco de arena y cal, formaron por completo el arco triunfal que ahora me protegía del calor del sol. En algunos lugares, mechones de cabello aún colgaban y se agitaban, como líquenes o musgos, con cada soplo de viento. La brisa de la montaña, que entonces soplaba fresca, penetraba en las innumerables cavidades de los cráneos, y sonaban como suspiros tristes y lamentables. Mis ojos y mi corazón saludaron los restos de aquellos hombres valientes cuyas cabezas cortadas fueron la piedra angular de la independencia de su patria. ¡Que los serbios se queden con este monumento! Siempre enseñará a sus hijos el valor de la independencia de un pueblo, mostrándoles el precio real que sus padres tuvieron que pagar por ello.

La torre también se mencionó en las obras del escritor de viajes británico Alexander William Kinglake, publicado en 1849. Una exposición en el Museo Militar de Belgrado contiene una réplica de la torre. Antes de la ruptura de Yugoslavia, decenas de miles de escolares de Yugoslavia visitaron el original en Niš.